# Caldecotte Lake
Caldecotte Lake är en sjö i kommunen Milton Keynes i Storbritannien. Den ligger i grevskapet Buckinghamshire och riksdelen England, i den södra delen av landet, 70 km nordväst om huvudstaden London. Caldecotte Lake ligger 65 meter över havet. Arean är 0,23 kvadratkilometer. Omgivningarna runt Caldecotte Lake är en mosaik av jordbruksmark och naturlig växtlighet. Den sträcker sig 0,8 kilometer i nord-sydlig riktning, och 0,4 kilometer i öst-västlig riktning.